# Schwarze Puppen
Schwarze Puppen ist ein deutsches Hard-Trance-Projekt, früher bestehend aus Andreas Krämer und Thomas Pogadl. Das Duo ist auch bekannt als Russenmafia, Solid Sleep, Aquaplex, P.G.L., Skysurfer, Thomas Rubin und einer Reihe weiterer Pseudonyme. Thomas Pogadl ist heute nicht mehr am Projekt beteiligt, dafür seit 2023 Jürgen Raiss.

## Geschichte
Andreas Krämer und Thomas Pogadl begannen beide in den frühen 1990er Jahren Musik zu produzieren. Krämer gründete das Label Thai Records im Alter von 16 Jahren. Später veröffentlichte er bei einer Vielzahl von weiteren Musiklabels wie Construct Rhythm, Overdose und Universal Records. Thomas Pogadl veröffentlichte seine erste Single bei Tetsuo Records und arbeitete später eine lange Zeit bei Drizzly Records. Dort trafen sich die beiden erstmals.
Das Duo hatte mit „Schwarze Puppen“ einen Track (der ein Sample aus Klaus Kinskis gleichnamigen Sprachsong enthält), der in den deutschen Singlecharts Platz 49 erreichte. Auch die Nachfolgesingle „Tanz!“ mit der Stimme von Nina Hagen war erfolgreich.
2023 wurde auf Technoclub Pure das Album "Afraid Of Us" veröffentlicht, digital und auch als CD. Es enthält ältere Schwarze Puppen und Russenmafia Tracks, neue Tracks, sowie Remixe der früheren Singles "Schwarze Puppen" und "Tanz!". 2025 erschien das Remix Bundle "Schwarze Puppen 2025", mit härteren Versionen des Klassikers von 2001.

## Diskographie

### Alben
als Schwarze Puppen
- 2023: Afraid Of Us

### Singles
als Schwarze Puppen
- 2001: Schwarze Puppen
- 2001: Tanz!
- 2002: Tokyo (als Three Kings / DJ Sakin meets Schwarze Puppen)
- 2017: Zauberstab
- 2023: Der Nebel (mit Talla 2XLC)
- 2025: Schwarze Puppen 2025

als Russenmafia
- 2000: Go!
- 2001: Alarm / Corruption
- 2002: Waves to Die
- 2002: Afraid of Us
- 2003: Back on Track
- 2007: My House / Dakrapo
- 2007: The Journey / Magnesia

andere Pseudonyme
- 1996: Junk Project – Volume III
- 1997: Solid Sleep – The Pulse of Vision
- 1997: Solid Sleep – Trancemission
- 1997: Solid Sleep – Ocean of Joy
- 1998: Solid Sleep – Cosmic Orgasm
- 1999: Junk Project – Control '99
- 2000: Skysurfer – Colors
- 2000: Solid Sleep – Heartbeat
- 2000: P.G.L. – The White Light / Nightmare
- 2001: P.G.L. – Sunshine / Truth
- 2001: P.G.L. – Klang / Smackdown!
- 2001: Solid Sleep – Clubattack
- 2001: S.O.D. – State Control
- 2001: S.O.D. – Stormtrooper
- 2001: Soulfighter – Soulfighter
- 2002: Soulfighter – Brainbow
- 2002: Skysurfer – Silence
- 2002: P.G.L. – XTC / In Your Mind
- 2002: Rockshock – Rockshock / Soundcraft
- 2002: Deluxe DJ Team – Anesthesia
- 2003: Thomas Rubin – Cold Night
- 2003: Deep Space Project – Deep Space
- 2003: Digital DNA – Stage One!
- 2004: Lovebase Project – We Love Base
- 2009: Talla 2XLC feat. Skysurfer – Terra Australis
- 2011: Talla 2XLC feat. Skysurfer – Buenos Aires
- 2011: Solid Sleep & Talla 2XLC – Visions of a Better Tomorrow
- 2019: Junk Project – Alive
- 2019: Talla 2XLC & Junk Project – Omnia

### Remixe
- 2001: Hypetraxx – Paranoid (Schwarze Puppen Remix)
- 2001: DJ Sakin & Friends – Miami (Russenmafia Remix)
- 2001: Ramond – Infinity (Russenmafia Remix)
- 2001: Uluru – Koala Sunrise (Russenmafia Remix)

- 2002: Da Rogue – Die Ankunft (Schwarze Puppen Remix)
- 2006: Sakin & Friends – For the Love of a Princess (Braveheart 2006) (Solid Sleep Remix)